# Lista de nomes próprios de exoplanetas

Os nomes próprios dos sistemas planetários muitas vezes seguem temas comuns, por exemplo, os exoplanetas da estrela Copérnico têm o nome de astrônomos europeus

Nomes próprios para planetas fora do Sistema Solar, conhecidos como exoplanetas, são escolhidos pela União Astronômica Internacional (IAU) por meio de concursos públicos de nomenclatura conhecidos como NameExoWorlds.

## Nomenclatura
Os nomes da IAU para exoplanetas, e na maioria das ocasiões suas estrelas hospedeiras, são escolhidos pelo Executive Committee Working Group (ECWG) sobre Public Naming of Planets and Planetary Satellites, um grupo que trabalha paralelamente com o Working Group on Star Names (WGSN). Os nomes próprios das estrelas escolhidas pelo ECWG são explicitamente reconhecidos pelo WGSN. As regras do ECWG para nomear exoplanetas são idênticas às adotadas pelo Minor Planet Center para planetas menores. Os nomes são uma única palavra que consiste em 16 caracteres ou menos, pronunciável em algum idioma, não ofensivo e não idêntico aos nomes próprios existentes de objetos astronômicos. Nomes com direitos autorais, nomes de pessoas vivas e nomes com temas políticos ou religiosos estão na lista negra do ECWG. Além disso, o descobridor de um planeta se reserva o direito de rejeitar um nome proposto para ele.

## Lista
| Nome Próprio | Epônimo                                                                                          | Estrela                      | Massa (MJ) | Raio (RJ) | Período (dais) | Semieixo maior (AU) | Método de descoberta | Ano de descoberta | Distância (ly) | Massa da estrela-mãe (M☉) | Temperatura da estrela-mãe (K) | Observações |
| ------------ | ------------------------------------------------------------------------------------------------ | ---------------------------- | ---------- | --------- | -------------- | ------------------- | -------------------- | ----------------- | -------------- | ------------------------- | ------------------------------ | --- |
| Spe          | "Esperança" (em latim)                                                                           | 14 Andromedae (Veritate)     | 4.8        |           | 185.84         | 0.83                | Vel. radial          | 2008              | 249.2          | 2.2                       | 4813                           | 2015 NameExoWorlds |
| Arion        | Antigo poeta grego                                                                               | 18 Delphini (Musica)         | 10.3       |           | 993.3          | 2.6                 | Vel. radial          | 2008              | 238            | 2.3                       | 4979                           | 2015 NameExoWorlds |
| Arkas        | Filho de Zeus e Calisto na mitologia grega                                                       | 41 Lyncis (Intercrus)        | 2.7        |           | 184.02         | 0.81                | Vel. radial          | 2007              | 287.9          | 2.1                       | 4753                           | 2015 NameExoWorlds |
| Orbitar      | Neologismo                                                                                       | 42 Draconis (Fafnir)         | 3.88       |           | 479.1          | 1.19                | Vel. radial          | 2008              | 317.3          | 0.98                      | 4200                           | 2015 NameExoWorlds |
| Taphao Thong | Personagem de Thai folktale                                                                      | 47 Ursae Majoris (Chalawan)  | 2.53       |           | 1078           | 2.1                 | Vel. radial          | 1996              | 45.9           | 1.03                      | 5892                           | 2015 NameExoWorlds |
| Taphao Kaew  | Personagem de Thai folktale                                                                      | 47 Ursae Majoris (Chalawan)  | 0.54       |           | 2391           | 3.6                 | Vel. radial          | 2001              | 45.9           | 1.03                      | 5892                           | 2015 NameExoWorlds |
| Dimidium     | "Metade" (em latim)                                                                              | 51 Pegasi (Helvetios)        | 0.472      |           | 4.230785       | 0.0527              | Vel. radial          | 1995              | 50.1           | 1.12                      | 5793                           | Primeiro exoplaneta descoberto orbitando uma estrela da sequência principal 2015 NameExoWorlds                                                                                           |
| Galileo      | Italian astronomer                                                                               | 55 Cancri A (Copernicus)     | 0.8306     |           | 14.65152       | 0.115227            | Vel. radial          | 1996              | 40.9           | 0.91                      | 5196                           | 2015 NameExoWorlds |
| Brahe        | Astrônomo dinamarquês                                                                            | 55 Cancri A (Copernicus)     | 0.1714     |           | 44.4175        | 0.241376            | Vel. radial          | 2004              | 40.9           | 0.91                      | 5196                           | 2015 NameExoWorlds |
| Lipperhey    | Fabricante holandês de lentes                                                                    | 55 Cancri A (Copernicus)     | 3.878      |           | 4825           | 5.503               | Vel. radial          | 2002              | 40.9           | 0.91                      | 5196                           | 2015 NameExoWorlds |
| Janssen      | Astrônomo francês                                                                                | 55 Cancri A (Copernicus)     | 0.02542    | 0.17      | 0.736539       | 0.01544             | Vel. radial          | 2004              | 40.9           | 0.91                      | 5196                           | 2015 NameExoWorlds |
| Harriot      | Astrônomo inglês                                                                                 | 55 Cancri A (Copernicus)     | 0.141      |           | 262            | 0.788               | Vel. radial          | 2007              | 40.9           | 0.91                      | 5196                           | 2015 NameExoWorlds |
| Ægir         | Deus do mar na mitologia nórdica                                                                 | Epsilon Eridani (Ran)        | 1.55       |           | 2502           | 3.39                | Vel. radial          | 2000              | 10.5           | 0.83                      |                                | 2015 NameExoWorlds |
| Amateru      | Amaterasu, deusa do sol japonesa                                                                 | Epsilon Tauri (Ain)          | 7.6        |           | 594.9          | 1.93                | Vel. radial          | 2006              | 155.0          | 2.7                       | 4901                           | 2015 NameExoWorlds |
| Dagom        | Deus da fertilidade na mitologia levantina                                                       | Fomalhaut A                  |            |           | 555530         | 160                 | Imagem direta        | 2008              | 25.1           | 2                         |                                | Primeiro exoplaneta descoberto por imagem indireta (luz visível) Descoberto em 2020 para ser uma nuvem de detritos de uma colisão de asteróides, em vez de um planeta 2015 NameExoWorlds |
| Tadmor       | Palmyrene antigo e nome árabe moderno para Palmira                                               | Gamma Cephei A (Errai)       | 1.85       |           | 903.3          | 2.05                | Vel. radial          | 2003              | 45.0           | 1.4                       |                                | 2015 NameExoWorlds |
| Meztli       | Deus asteca da noite e da lua                                                                    | HD 104985 (Tonatiuh)         | 6.33       |           | 199.505        | 0.95                | Vel. radial          | 2003              | 332.8          | 1.6                       | 4786                           | 2015 NameExoWorlds |
| Smertrios    | Deus gaulês da guerra                                                                            | HD 149026 (Ogma)             | 0.368      | 0.813     | 2.8758911      |                     | Vel. radial          | 2005              | 257.2          | 1.34                      | 6160                           | 2015 NameExoWorlds |
| Hypatia      | Astrônoma e filósofa grega                                                                       | Iota Draconis (Edasich)      | 8.82       |           | 511.098        | 1.275               | Vel. radial          | 2002              | 102.2          | 1.05                      | 4530                           | 2015 NameExoWorlds |
| Quijote      | Personagem de Don Quixote                                                                        | Mu Arae (Cervantes)          | 1.676      |           | 643.25         | 1.497               | Vel. radial          | 2000              | 49.8           | 1.08                      | 5807                           | 2015 NameExoWorlds |
| Dulcinea     | Personagem de Don Quixote                                                                        | Mu Arae (Cervantes)          | 0.03321    |           | 4205.8         | 5.235               | Vel. radial          | 2004              | 49.8           | 1.08                      | 5807                           | 2015 NameExoWorlds |
| Rocinante    | Personagem de Don Quixote                                                                        | Mu Arae (Cervantes)          | 0.5219     |           | 9.6386         | 0.09094             | Vel. radial          | 2004              | 49.8           | 1.08                      | 5807                           | 2015 NameExoWorlds |
| Sancho       | Personagem de Don Quixote                                                                        | Mu Arae (Cervantes)          | 1.814      |           | 310.55         | 0.921               | Vel. radial          | 2006              | 49.8           | 1.08                      | 5807                           | 2015 NameExoWorlds |
| Thestias     | Mitologia grega                                                                                  | Pollux                       | 2.3        |           | 589.64         | 1.64                | Vel. radial          | 2006              | 33.7           | 2.1                       | 4946                           | 2015 NameExoWorlds |
| Saffar       | Astrônomo muçulmano                                                                              | Upsilon Andromedae (Titawin) | 0.6876     |           | 4.617033       | 0.059222            | Vel. radial          | 1996              | 43.9           | 1.3                       |                                | 2015 NameExoWorlds |
| Samh         | Astrônomo muçulmano                                                                              | Upsilon Andromedae (Titawin) | 1.981      |           | 241.258        | 0.827774            | Vel. radial          | 1999              | 43.9           | 1.3                       | 2015 NameExoWorlds             | |
| Majriti      | Astrônomo muçulmano                                                                              | Upsilon Andromedae (Titawin) | 10.25      |           | 1276.46        | 2.51329             | Vel. radial          | 1999              | 43.9           | 1.3                       | 2015 NameExoWorlds             | |
| Fortitudo    | "Força moral" (em latim)                                                                         | Xi Aquilae (Libertas)        | 2.8        |           | 136.75         | 0.68                | Vel. radial          | 2007              | 204.4          | 2.2                       | 4780                           | 2015 NameExoWorlds |
| Draugr       | Mitologia nórdica                                                                                | PSR B1257+12 (Lich)          | 6.29×10−5  |           | 25.262         | 0.19                | Tempo                | 1994              | 2300           | 1.4                       | 28,856                         | 2015 NameExoWorlds |
| Poltergeist  | "fantasma barulhento" (em alemão)                                                                | PSR B1257+12 (Lich)          | 0.0135     |           | 66.5419        | 0.36                | Tempo                | 1992              | 2300           | 1.4                       | 28,856                         | 2015 NameExoWorlds |
| Phobetor     | Mitologia grega                                                                                  | PSR B1257+12 (Lich)          | 0.0123     |           | 98.2114        | 0.46                | Tempo                | 1992              | 2300           | 1.4                       | 28,856                         | 2015 NameExoWorlds |
| Arber        | Nome dos habitantes da Albânia durante a Idade Média                                             | HD 82886 (Illyrian)          | 1.3        |           | 705            | 1.65                | Vel. radial          | 2011              | 407.7          | 2.53                      | 4953                           | 2019 NameExoWorlds Albânia |
| Tassili      | Tassili n'Ajjer, Patrimônio Mundial da UNESCO                                                    | HD 28678 (Hoggar)            | 1.7        |           | 387.1          | 1.24                | Vel. radial          | 2011              | 622.7          | 1.74                      | 5076                           | 2019 NameExoWorlds Argélia |
| Madriu       | Vale Madriu-Perafita-Claror, Patrimônio Mundial da UNESCO                                        | HD 131496 (Arcalís)          | 2.2        |           | 883            | 2.09                | Vel. radial          | 2011              | 358.8          | 1.61                      | 4927                           | 2019 NameExoWorlds Andorra |
| Naqaỹa       | "irmão-parente da família" (em mocoví)                                                           | HD 48265 (Nosaxa)            | 1.16       |           | 700            | 1.51                | Vel. radial          | 2008              | 285            | 0.93                      |                                | 2019 NameExoWorlds Argentina |
| Bocaprins    | Praia Boca Prins no Parque Nacional Arikok                                                       | WASP-39 (Malmok)             | 0.28       | 1.27      | 4.055259       | 0.0486              | Trânsito             | 2011              | 750.2          | 0.93                      | 5400                           | 2019 NameExoWorlds Aruba |
| Yanyan       | "menino" (em boon wurrung)                                                                       | HD 38283 (Bubup)             | 0.34       |           | 363.2          | 1.02                | Vel. radial          | 2011              | 123            | 1.085                     | 5945                           | 2019 NameExoWorlds Austrália |
| Sissi        | Personagem do filme austríaco de 1955, "Sissi"                                                   | HAT-P-14 (Franz)             | 1.150      | 1.2       | 4.627657       | 0.0594              | Trânsito             | 2010              | 668.6          | 1.386                     | 6600                           | 2019 NameExoWorlds Áustria |
| Ganja        | Antiga capital do Azerbaijão                                                                     | HD 152581 (Mahsati)          | 1.5        |           | 689            | 1.48                | Vel. radial          | 2011              | 606.7          | 0.927                     | 5155                           | 2019 NameExoWorlds Azerbaijão |
| Tondra       | "cochilo" (em bengali)                                                                           | HD 148427 (Timir)            | 0.96       |           | 331.5          | 0.93                | Vel. radial          | 2009              | 193            | 1.45                      | 5052                           | 2019 NameExoWorlds Bangladesh |
| Eburonia     | O povo eburões, uma proeminente tribo celta                                                      | HD 49674 (Nervia)            | 0.1        | 0.98      | 4.94739        | 0.058               | Vel. radial          | 2002              | 133            | 1.07                      | 5482                           | 2019 NameExoWorlds Bélgica |
| Drukyul      | Nome nativo do Butão                                                                             | HD 73534 (Gakyid)            | 1.15       |           | 1800           | 3.15                | Vel. radial          | 2009              | 316.3          | 1.29                      | 4952                           | 2019 NameExoWorlds Butão |
| Yvaga        | "paraíso" (em guarani)                                                                           | HD 63765 (Tapecue)           | 0.64       |           | 358            | 0.949               | Vel. radial          | 2009              | 106            | 0.865                     | 5432                           | 2019 NameExoWorlds Bolívia |
| Naron        | Antigo nome celta para o rio Neretva nos Bálcãs                                                  | HD 206610 (Bosona)           | 2.2        |           | 610            | 1.68                | Vel. radial          | 2010              | 632.7          | 1.56                      | 4874                           | 2019 NameExoWorlds Bósnia e Herzegovina |
| Guarani      | Povo guarani do sul do Brasil, Paraguai, Uruguai e Argentina                                     | HD 23079 (Tupi)              | 2.45       |           | 730.6          | 1.596               | Vel. radial          | 2001              | 114            | 1.1                       | 5848                           | 2019 NameExoWorlds Brasil |
| Mastika      | "gema/joia" (em malaio)                                                                          | HD 179949 (Gumala)           | 0.92       | 1.05      | 3.0925         | 0.045               | Vel. radial          | 2000              | 88.1           | 1.28                      | 6260                           | 2019 NameExoWorlds Brunei |
| Bendida      | Bendis, uma deusa da Trácia                                                                      | WASP-21 (Tangra)             | 0.3        | 1.21      | 4.3225126      | 0.052               | Trânsito             | 2010              | 750.2          | 1.01                      | 5800                           | 2019 NameExoWorlds Bulgária |
| Nakanbé      | Rio Nakanbé em Burquina Fasso e Gana                                                             | HD 30856 A (Mouhoun)         | 1.8        |           | 912            | 2.0                 | Vel. radial          | 2011              | 385.2          | 1.35                      | 4982                           | 2019 NameExoWorlds Burquina Fasso |
| Awasis       | "criança" (em cree)                                                                              | HD 136418 (Nikawiy)          | 2.0        |           | 464.3          | 1.32                | Vel. radial          | 2010              | 320            | 1.33                      | 5071                           | 2019 NameExoWorlds Canadá |
| Caleuche     | Navio fantasma da mitologia chilote do sul do Chile                                              | HD 164604 (Pincoya)          | 1.998      |           | 641.47         | 1.331               | Vel. radial          | 2010              | 129            | 0.77                      | 4684                           | 2019 NameExoWorlds Chile |
| Wangshu      | Deusa chinesa da lua                                                                             | HD 173416 (Xihe)             | 2.7        |           | 323.6          | 1.16                | Vel. radial          | 2009              | 440.3          | 2.0                       | 4683                           | 2019 NameExoWorlds China |
| Melquíades   | Personagem do romance Cien años de soledad de Gabriel García Márquez                             | HD 93083 (Macondo)           | 0.37       |           | 143.58         | 0.477               | Vel. radial          | 2005              | 94.3           | 0.7                       | 4995                           | 2019 NameExoWorlds Colômbia |
| Pipitea      | Pequenas pérolas encontradas no Atol de Penrhyn                                                  | HD 221287 (Poerava)          | 3.09       |           | 456.1          | 1.25                | Vel. radial          | 2007              | 173            | 1.25                      | 6304                           | 2019 NameExoWorlds Ilhas Cook |
| Ditsö̀        | Nome dado ao primeiro povo bribri pelo deus Sibö̀ na mitologia talamanca                          | WASP-17 (Diwö)               | 0.486      | 1.991     | 3.735438       | 0.0515              | Trânsito             | 2009              | 1338.57        | 1.2                       | 6650                           | 2019 NameExoWorlds Costa Rica |
| Asye         | Deusa da terra na mitologia Akan                                                                 | WASP-15 (Nyamien)            | 0.542      | 1.428     | 3.7520656      | 0.0499              | Trânsito             | 2008              | 1005           | 1.18                      | 6300                           | 2019 NameExoWorlds Costa do Marfim |
| Veles        | Veles, divindade eslava da terra, das águas e do submundo                                        | HD 75898 (Stribor)           | 2.51       |           | 418.2          | 1.19                | Vel. radial          | 2007              | 262.8          | 1.28                      | 6021                           | 2019 NameExoWorlds Croácia |
| Finlay       | Carlos Finlay, epidemiologista cubano                                                            | BD−17 63 (Felixvarela)       | 5.1        |           | 655.6          | 1.34                | Vel. radial          | 2008              | 113            | 0.74                      | 4714                           | 2019 NameExoWorlds Cuba |
| Onasilos     | Médico mais antigo registrado em Chipre                                                          | HD 168746 (Alasia)           | 0.23       |           | 6.403          | 0.065               | Vel. radial          | 2002              | 140.6          | 0.88                      | 5610                           | 2019 NameExoWorlds Chipre |
| Makropulos   | Věc Makropulos, do dramaturgo tcheco Karel Čapek                                                 | XO-5 (Absolutno)             | 1.077      | 1.03      | 4.1877537      | 0.0487              | Trânsito             | 2008              | 831.7          | 0.88                      | 5510                           | 2019 NameExoWorlds Chéquia |
| Surt         | Governante de Muspelheim na mitologia nórdica                                                    | HAT-P-29 (Muspelheim)        | 0.778      | 1.107     | 5.723186       | 0.0667              | Trânsito             | 2011              | 1050           | 1.207                     | 6087                           | 2019 NameExoWorlds Dinamarca |
| Boinayel     | Boinayel, deus da chuva na mitologia Taíno                                                       | WASP-6 (Márohu)              | 0.503      | 1.224     | 3.361006       | 0.0421              | Trânsito             | 2008              | 1001           | 0.888                     | 5450                           | 2019 NameExoWorlds República Dominicana |
| Eyeke        | "perto" (em huaorani)                                                                            | HD 6434 (Nenque)             | 0.39       |           | 21.998         | 0.14                | Vel. radial          | 2000              | 131.5          | 0.79                      | 5835                           | 2019 NameExoWorlds Equador |
| Cayahuanca   | "rocha olhando para as estrelas" (em náuatle)                                                    | HD 52265 (Citalá)            | 1.21       |           | 119.27         | 0.52                | Vel. radial          | 2000              | 91             | 1.2                       | 6159                           | 2019 NameExoWorlds El Salvador |
| Hämarik      | "crepúsculo" (em estoniano)                                                                      | XO-4 (Koit)                  | 1.616      | 1.317     | 4.12473        | 0.05485             | Trânsito             | 2008              | 955.6          | 1.32                      | 5700                           | 2019 NameExoWorlds Estônia |
| Abol         | Primeira de três rodadas na cerimônia tradicional do café etíope                                 | HD 16175 (Buna)              | 4.8        |           | 996.4          | 2.2                 | Vel. radial          | 2009              | 196            | 1.34                      | 6048                           | 2019 NameExoWorlds Etiópia |
| Hiisi        | Locais sagrados e espíritos malignos na mitologia fínica                                         | HAT-P-38 (Horna)             | 0.267      | 0.825     | 4.640382       | 0.0523              | Trânsito             | 2012              | 812.1          | 0.886                     | 5330                           | 2019 NameExoWorlds Finlândia |
| Bélisama     | Bélisama, deusa gaulesa do fogo, lareira, metalurgia e a vidraria                                | HD 8574 (Bélénos)            | 2.11       |           | 227.55         | 0.77                | Vel. radial          | 2003              | 144            | 1.17                      | 6080                           | 2019 NameExoWorlds França |
| Mintome      | Fang palavra para uma terra mítica onde uma irmandade de homens valentes vive                    | HD 208487 (Itonda)           | 0.413      |           | 129.8          | 0.51                | Vel. radial          | 2004              | 147            | 1.3                       | 5929                           | 2019 NameExoWorlds Gabão |
| Neri         | Rio Neri no sul da Etiópia                                                                       | HD 32518 (Mago)              | 3.04       |           | 157.54         | 0.59                | Vel. radial          | 2009              | 382.9          | 1.13                      | 4580                           | 2019 NameExoWorlds Alemanha |
| Toge         | "brinco" (em jeje)                                                                               | HD 181720 (Sika)             | >12.12     |           | 956.0          | 1.78                | Vel. radial          | 2009              | 183            | 0.92                      | 5781                           | 2019 NameExoWorlds Gana |
| Iolaus       | Sobrinho de Héracles da mitologia grega                                                          | HAT-P-42 (Lerna)             | 0.975      | 1.277     | 4.641876       | 0.0575              | Trânsito             | 2012              | 1458           | 1.179                     | 5743                           | 2019 NameExoWorlds Grécia |
| Koyopa'      | "relâmpago" (em quiché)                                                                          | WASP-22 (Tojil)              | 0.617      | 1.199     | 3.5327313      | 0.04698             | Trânsito             | 2010              | 978.5          | 1.1                       | 6000                           | 2019 NameExoWorlds Guatemala |
| Indépendance | Declaração de Independência do Haiti                                                             | HD 1502 (Citadelle)          | 2.75       | 1.183     | 428.5          | 1.262               | Vel. radial          | 2011              | 518.6          | 1.46                      | 4947                           | 2019 NameExoWorlds Haiti |
| Ixbalanqué   | Um dos deuses gêmeos que se tornou a Lua na Mitologia maia                                       | HD 98219 (Hunaphú)           | 1.8        |           | 436.9          | 1.23                | Vel. radial          | 2011              | 437.0          | 1.3                       | 4992                           | 2019 NameExoWorlds Honduras |
| Victoriapeak | Victoria Peak, uma colina na Ilha de Hong Kong                                                   | HD 212771 (Lionrock)         | 2.3        |           | 373.3          | 1.22                | Vel. radial          | 2010              | 427.3          | 1.15                      | 5121                           | 2019 NameExoWorlds Hong Kong |
| Magor        | Ancestral dos magiares na mitologia húngara                                                      | HAT-P-2 (Hunor)              | 8.74       | 0.951     | 5.6334729      | 0.0674              | Trânsito             | 2007              | 384.9          | 1.34                      | 6414                           | 2019 NameExoWorlds Hungria |
| Fold         | "terra/solo" (em islandês antigo)                                                                | HD 109246 (Funi)             | 0.77       |           | 68.27          | 0.33                | Vel. radial          | 2010              | 214            | 1.01                      | 5844                           | 2019 NameExoWorlds Islândia |
| Santamasa    | "nublado" (em sânscrito)                                                                         | HD 86081 A (Bibhā)           | 1.5        | 1.08      | 1.99809        | 0.039               | Vel. radial          | 2006              | 297            | 1.21                      | 6028                           | 2019 NameExoWorlds Índia |
| Noifasui     | "giram em torno" (em nias)                                                                       | HD 117618 (Dofida)           | 0.174      |           | 25.8           | 0.18                | Vel. radial          | 2004              | 124            | 1.05                      | 5861                           | 2019 NameExoWorlds Indonésia |
| Kavian       | "relacionando-se com Kaveh" do poema épico Shahnameh do poeta persa Ferdusi                      | HD 175541 (Kaveh)            | 0.61       |           | 297.3          | 1.03                | Vel. radial          | 2007              | 417.5          | 1.65                      | 5060                           | 2019 NameExoWorlds Irã |
| Babylonia    | Reino na antiga Mesopotâmia                                                                      | HD 231701 (Uruk)             | 1.08       |           | 141.89         | 0.53                | Vel. radial          | 2007              | 353.6          | 1.14                      | 6208                           | 2019 NameExoWorlds Iraque |
| Bran         | Filho canino de Tuireann e primo do herói Fionn Mac Cumhaill na mitologia irlandesa              | HAT-P-36 (Tuiren)            | 1.832      | 1.264     | 1.327347       | 0.0238              | Trânsito             | 2012              | 1034           | 1.022                     | 5580                           | 2019 NameExoWorlds Irlanda |
| Alef         | Primeira letra do alfabeto hebraico                                                              | HAT-P-9 (Tevel)              | 0.67       | 1.4       | 3.922814       | 0.053               | Trânsito             | 2008              | 1566           | 1.28                      | 6350                           | 2019 NameExoWorlds Israel |
| Lete         | Soletração italiana de Lete, o rio de névoa do submundo na mitologia grega                       | HD 102195 (Flegetonte)       | 0.46       |           | 4.113775       | 0.049               | Vel. radial          | 2005              | 94.52          | 0.926                     | 5291                           | 2019 NameExoWorlds Itália |
| Chura        | "beleza natural" (em ryukyuana e oquinauana)                                                     | HD 145457 (Kamuy)            | 2.9        |           | 176.3          | 0.76                | Vel. radial          | 2010              | 411.0          | 1.9                       | 4757                           | 2019 NameExoWorlds Japão |
| Wadirum      | Uádi de Rum, maior vale da Jordânia                                                              | WASP-80 (Petra)              | 0.554      | 0.952     | 3.0678504      | 0.0346              | Trânsito             | 2013              | 196            | 0.58                      | 4145                           | 2019 NameExoWorlds Jordânia |
| Buru         | "poeira" (em luo)                                                                                | HD 83443 (Kalausi)           | 0.4        | 1.04      | 2.98572        | 0.0406              | Vel. radial          | 2002              | 142.0          | 0.9                       | 5460                           | 2019 NameExoWorlds Quênia |
| Staburags    | Rocha com significado simbólico do poema letão Staburags un Liesma                               | HD 118203 (Liesma)           | 2.173      | 1.133     | 6.13498        | 0.07082             | Vel. radial          | 2005              | 289            | 1.23                      | 5600                           | 2019 NameExoWorlds Letônia |
| Beirut       | Capital e maior cidade do Líbano                                                                 | HD 192263 (Phoenicia)        | 0.733      |           | 24.3587        | 0.15312             | Vel. radial          | 1999              | 64.9           | 0.81                      | 4965                           | 2019 NameExoWorlds Líbano |
| Umbäässa     | "formiga pequena" no dialeto de Triesenberg do sul de Liechtenstein                              | TrES-3 (Pipoltr)             | 1.91       | 1.305     | 1.30618608     | 0.0226              | Trânsito             | 2007              | 1219.51        | 0.924                     | 5720                           | 2019 NameExoWorlds Liechtenstein |
| Vytis        | Vytis, o brasão de armas da Lituânia                                                             | HAT-P-40 (Taika)             | 0.615      | 1.73      | 4.457243       | 0.0608              | Trânsito             | 2012              | 1634           | 1.512                     | 6080                           | 2019 NameExoWorlds Lituânia |
| Peitruss     | Rio Pétrusse em Luxemburgo                                                                       | HD 45350 (Lucilinburhuc)     | 1.79       |           | 890.76         | 1.92                | Vel. radial          | 2004              | 160            | 1.02                      | 5754                           | 2019 NameExoWorlds Luxemburgo |
| Trimobe      | Ogro rico na mitologia malgaxe                                                                   | HD 153950 (Rapeto)           | 2.73       |           | 499.4          | 1.28                | Vel. radial          | 2008              | 162            | 1.12                      | 6076                           | 2019 NameExoWorlds Madagascar |
| Baiduri      | "opala" (em malaio)                                                                              | HD 20868 (Intan)             | 1.99       |           | 380.85         | 0.947               | Vel. radial          | 2008              | 160            | 0.78                      | 4795                           | 2019 NameExoWorlds Malásia |
| Ġgantija     | Complexo de templos megalíticos na ilha maltesa de Gozo                                          | HAT-P-34 (Sansuna)           | 3.328      | 1.107     | 5.452654       | 0.0677              | Trânsito             | 2012              | 838            | 1.36                      | 6509                           | 2019 NameExoWorlds Malta |
| Cuptor       | Câmara de assar e secar anteriormente usada em Maurício                                          | WASP-72 (Diya)               | 1.461      | 1.27      | 2.2167421      | 0.03708             | Trânsito             | 2013              | 1108           | 1.386                     | 6250                           | 2019 NameExoWorlds Maurício |
| Xólotl       | "animal" (em náuatle) deus do fogo e do raio na mitologia asteca                                 | HD 224693 (Axólotl)          | 0.71       |           | 26.73          | 0.233               | Vel. radial          | 2006              | 307            | 1.33                      | 6037                           | 2019 NameExoWorlds México |
| Isli         | Lago na Cordilheira do Atlas de Marrocos                                                         | WASP-161 (Tislit)            | 2.49       | 1.143     | 5.4060425      | 0.0673              | Trânsito             | 2018              | 1129.976       | 1.71                      |                                | 2019 NameExoWorlds Marrocos |
| Hairu        | "unidade" (em macua)                                                                             | HD 7199 (Emiw)               | 0.29       |           | 615.0          | 1.36                | Vel. radial          | 2011              | 117            | 0.89                      | 5386                           | 2019 NameExoWorlds Moçambique |
| Bagan        | Bagan, antiga cidade de Mianmar                                                                  | HD 18742 (Ayeyarwady)        | 3.4        | 1.166     | 766.0          | 1.82                | Vel. radial          | 2011              | 440            | 1.36                      | 4940                           | 2019 NameExoWorlds Myanmar |
| Laligurans   | "rododendro" (em nepalês)                                                                        | HD 100777 (Sagarmatha)       | 1.16       |           | 383.7          | 1.03                | Vel. radial          | 2007              | 172            | 1.0                       | 5582                           | 2019 NameExoWorlds Nepal |
| Nachtwacht   | Nachtwacht, pintado de Rembrandt                                                                 | HAT-P-6 (Sterrennacht)       | 1.057      | 1.33      | 3.853003       | 0.05235             | Trânsito             | 2007              | 650            | 1.29                      | 6570                           | 2019 NameExoWorlds Países Baixos |
| Kererū       | Nome maori para o pombo da Nova Zelândia                                                         | HD 137388 (Karaka)           | 0.223      |           | 330.0          | 0.89                | Vel. radial          | 2011              | 124            | 0.86                      | 5240                           | 2019 NameExoWorlds Nova Zelândia |
| Xolotlan     | Segundo maior lago da Nicarágua                                                                  | HD 4208 (Cocibolca)          | 0.804      |           | 828.0          | 1.65                | Vel. radial          | 2001              | 111            | 0.87                      | 5571                           | 2019 NameExoWorlds Nicarágua |
| Equiano      | Olaudah Equiano, escritor e abolicionista nigeriano                                              | HD 43197 (Amadioha)          | 0.6        |           | 327.8          | 0.92                | Vel. radial          | 2009              | 179            | 0.96                      | 5508                           | 2019 NameExoWorlds Nigéria |
| Albmi        | "céu" (em lapônica setentrional)                                                                 | HD 68988 (Násti)             | 1.86       |           | 6.2771         | 0.0704              | Vel. radial          | 2001              | 189            | 1.2                       | 5767                           | 2019 NameExoWorlds Noruega |
| Perwana      | "mariposa" (em urdu)                                                                             | HD 99109 (Shama)             | 2.09       | 1.386     | 1.212884       | 0.0232              | Trânsito             | 2010              | 1280           | 1.13                      | 5924                           | 2019 NameExoWorlds Paquistão |
| Jebus        | Nome antigo de Jerusalém                                                                         | HAT-P-23 (Moriah)            | 0.502      |           | 439.3          | 1.105               | Vel. radial          | 2006              | 197            | 0.93                      | 5272                           | 2019 NameExoWorlds Palestina |
| Pollera      | Traje feminino tradicional para a dança El Punto do Panamá                                       | WASP-79 (Montuno)            | 0.9        | 1.7       | 3.6623817      | 0.0539              | Trânsito             | 2012              | 780            | 1.56                      | 6600                           | 2019 NameExoWorlds Panamá |
| Tumearandu   | Filho do homem e da mulher originários do universo na mitologia guarani                          | HD 108147 (Tupã)             | 0.261      |           | 10.8985        | 0.102               | Vel. radial          | 2002              | 125.8          | 1.19                      | 6067                           | 2019 NameExoWorlds Paraguai |
| Sumajmajta   | Personagem de Way to the Sun, do escritor peruano Abraham Valdelomar                             | HD 156411 (Inquill)          | 0.74       |           | 842.2          | 1.88                | Vel. radial          | 2009              | 180            | 1.25                      | 5900                           | 2019 NameExoWorlds Peru |
| Haik         | Sucessor de Aman Sinaya como deus do mar na mitologia Tagalog                                    | WASP-34 (Amansinaya)         | 0.59       | 1.22      | 4.3176782      | 0.0524              | Trânsito             | 2010              | 390            | 1.01                      | 5700                           | 2019 NameExoWorlds Filipinas |
| Leklsullun   | "criança/crianças" (em pitcairnesa)                                                              | HD 102117 (Uklun)            | 0.172      |           | 20.67          | 0.1532              | Vel. radial          | 2004              | 140            | 1.03                      | 5672                           | 2019 NameExoWorlds Ilhas Pitcairn |
| Pirx         | Personagem dos livros do autor polonês Stanisław Lem                                             | BD+14 4559 (Solaris)         | 1.47       |           | 268.94         | 0.777               | Vel. radial          | 2009              | 160            | 0.86                      | 5008                           | 2019 NameExoWorlds Polônia |
| Viriato      | Viriato, líder do povo lusitano que resistiu à expansão romana                                   | HD 45652 (Lusitânia)         | 0.47       |           | 43.6           | 0.23                | Vel. radial          | 2008              | 120            | 0.83                      | 5312                           | 2019 NameExoWorlds Portugal |
| Aumatex      | Deus do vento na mitologia Taíno                                                                 | HIP 12961 (Koeia)            | 0.35       |           | 57.435         | 0.13                | Vel. radial          | 2009              | 75             | 0.67                      |                                | 2019 NameExoWorlds Porto Rico |
| Negoiu       | Segundo pico mais alto da cordilheira romena Făgăraș                                             | XO-1 (Moldoveanu)            | 0.9        | 1.184     | 3.9415128      | 0.0488              | Trânsito             | 2006              | 536            | 1.0                       | 5738                           | 2019 NameExoWorlds Romênia |
| Teberda      | Rio Teberda na região de Dombay na Rússia                                                        | HAT-P-3 (Dombay)             | 0.591      | 0.827     | 2.899703       | 0.03866             | Trânsito             | 2007              | 420            | 0.917                     | 5224                           | 2019 NameExoWorlds Rússia |
| Dopere       | Área do norte do Senegal que contém a fonte de água de Belel                                     | HD 181342 (Belel)            | 2.54       | 1.19      | 564.1          | 1.592               | Vel. radial          | 2010              | 360.7          | 1.69                      | 4945                           | 2019 NameExoWorlds Senegal |
| Vlasina      | Rio Vlasina no sudeste da Sérvia                                                                 | WASP-60 (Morava)             | 0.5        | 0.9       | 4.3            |                     | Trânsito             | 2011              | 1000           | 1.078                     | 5900                           | 2019 NameExoWorlds Sérvia |
| Viculus      | "pequena aldeia" (em latim)                                                                      | WASP-32 (Parumleo)           | 3.6        | 1.18      | 2.71865        | 0.0394              | Trânsito             | 2010              | 795            | 1.1                       | 6100                           | 2019 NameExoWorlds Singapura |
| Kráľomoc     | "Júpiter" (em eslovaco antigo)                                                                   | HAT-P-5 (Chasoň)             | 1.06       | 1.252     | 2.788491       | 0.04079             | Trânsito             | 2007              | 1100           | 1.163                     | 5960                           | 2019 NameExoWorlds Eslováquia |
| Iztok        | Personagem de Pod svobodnim soncem do autor esloveno Fran Saleški Finžgar                        | WASP-38 (Irena)              | 2.712      | 1.079     | 6.871815       | 0.07551             | Trânsito             | 2010              | 360            | 1.216                     | 6150                           | 2019 NameExoWorlds Eslovênia |
| Krotoa       | !Uriǁ'aeǀona tradutor, construtor de comunidade e educador durante a fundação da Colônia do Cabo | WASP-62 (Naledi)             | 0.57       | 1.39      | 4.411953       | 0.0567              | Trânsito             | 2011              | 520            | 1.25                      | 6230                           | 2019 NameExoWorlds África do Sul |
| Halla        | Montanha mais alta da Coreia do Sul                                                              | 8 UMi (Baekdu)               | 1.5        |           | 93.4           | 0.49                | Vel. radial          | 2015              | 518.91         | 1.8                       | 4847.4                         | 2019 NameExoWorlds Coreia do Sul |
| Riosar       | Rio Sar, na Espanha, presente nas obras da poetisa galega Rosalía de Castro                      | HD 149143 (Rosalíadecastro)  | 1.33       | 1.05      | 4.07206        | 0.052               | Vel. radial          | 2005              | 210            | 1.1                       | 5730                           | 2019 NameExoWorlds Espanha |
| Samagiya     | "união/unidade" (em cingalesa)                                                                   | HD 205739 (Sāmaya)           | 1.37       |           | 279.8          | 0.896               | Vel. radial          | 2008              | 295            | 1.22                      | 6176                           | 2019 NameExoWorlds Sri Lanka |
| Isagel       | Personagem de Aniara do poeta sueco Harry Martinson                                              | HD 102956 (Aniara)           | 0.96       |           | 6.495          | 0.081               | Vel. radial          | 2010              | 411            | 1.68                      | 5054                           | 2019 NameExoWorlds Suécia |
| Eiger        | Pico proeminente nos Alpes berneses                                                              | HD 130322 (Mönch)            | 1.05       |           | 10.72          | 0.088               | Vel. radial          | 1999              | 98             | 0.79                      | 5330                           | 2019 NameExoWorlds Suíça |
| Ugarit       | Cidade onde os escribas criaram o alfabeto ugarítico                                             | HD 218566 (Ebla)             | 0.21       |           | 225.7          | 0.6873              | Vel. radial          | 2010              | 97.65          | 0.85                      | 4820                           | 2019 NameExoWorlds Síria |
| Sazum        | Nome tradicional do município de Yuchi no Condado de Nantou, Taiwan                              | HD 100655 (Formosa)          | 1.7        |           | 157.57         | 0.76                | Vel. radial          | 2011              | 397.9          | 2.4                       | 4861                           | 2019 NameExoWorlds Taiwan |
| Tanzanite    | Mineral tanzanita                                                                                | WASP-71 (Mpingo)             | 2.258      | 1.5       | 2.9036747      | 0.04631             | Trânsito             | 2012              | 700            | 1.572                     | 6050                           | 2019 NameExoWorlds Tanzânia |
| Maeping      | Rio Ping na Tailândia                                                                            | WASP-50 (Chaophraya)         | 1.437      | 1.138     | 1.9550959      | 0.02913             | Trânsito             | 2011              | 750            | 0.861                     | 5400                           | 2019 NameExoWorlds Tailândia |
| Agouto       | Montanha mais alta de Togo                                                                       | WASP-64 (Atakoraka)          | 1.2        | 0.7       | 1.6            |                     | Trânsito             | 2011              | 1219.51        | 0.99                      | 5550                           | 2019 NameExoWorlds Togo |
| Ramajay      | "cantar e fazer música" (em crioulo inglês de Trindade)                                          | HD 96063 (Dingolay)          | 0.9        |           | 361.1          | 0.99                | Vel. radial          | 2011              | 515            | 1.02                      | 5148                           | 2019 NameExoWorlds Trinidad e Tobago |
| Khomsa       | Amuleto em forma de palma popular na Tunísia                                                     | HD 192699 (Chechia)          | 2.096      | 1.206     | 340.94         | 1.063               | Vel. radial          | 2007              | 220            | 1.38                      | 5041                           | 2019 NameExoWorlds Tunísia |
| Göktürk      | Povos turcos que estabeleceram o Primeiro Khaganato Turco                                        | WASP-52 (Anadolu)            | 0.46       | 1.27      | 1.7497798      | 0.0272              | Trânsito             | 2011              | 460            | 0.87                      | 5000                           | 2019 NameExoWorlds Turquia |
| Tryzub       | Tryzub, o brasão de armas da Ucrânia                                                             | HAT-P-15 (Berehynia)         | 1.946      | 1.072     | 10.863502      | 0.0964              | Trânsito             | 2010              | 620            | 1.013                     | 5568                           | 2019 NameExoWorlds Ucrânia |
| Barajeel     | Torre de vento usada para redirecionar o fluxo do vento como uma forma de ar condicionado        | HIP 79431 (Sharjah)          | 2.1        |           | 111.7          | 0.36                | Vel. radial          | 2010              | 47.0           | 0.49                      | 3191                           | 2019 NameExoWorlds Emirados Árabes Unidos |
| Cruinlagh    | "orbitar" (em manesa)                                                                            | WASP-13 (Gloas)              | 0.485      | 1.365     | 4.353011       | 0.05379             | Trânsito             | 2008              | 509            | 1.03                      | 5826                           | 2019 NameExoWorlds Reino Unido |
| Mulchatna    | Rio Mulchatna, no sudoeste do Alasca, Estados Unidos                                             | HD 17156 (Nushagak)          | 3.195      | 1.095     | 21.2163979     | 0.1623              | Trânsito             | 2007              | 255.2          | 1.275                     | 6079                           | 2019 NameExoWorlds Estados Unidos da América |
| Ibirapitá    | Árvore nativa do Uruguai, Argentina e Brasil                                                     | HD 63454 (Ceibo)             | 0.39       | 1.06      | 2.81747        | 0.036               | Vel. radial          | 2005              | 117            | 0.8                       | 4841                           | 2019 NameExoWorlds Uruguai |
| Madalitso    | "bênçãos" (em nianja)                                                                            | HD 85390 (Natasha)           | 0.099      |           | 799.52         | 1.373               | Vel. radial          | 2009              | 110.8          | 0.76                      | 5186                           | 2019 NameExoWorlds Zâmbia |
| Bambaruush   | "filhote de urso" (em mongol)                                                                    | HAT-P-21 (Mazaalai)          | 4.87       | 1.11      | 4.12448        | 0.0494              | Trânsito             | 2010              | 911.6          | 1.24                      | 5588                           | 2019 NameExoWorlds Mongólia |